# Bless the Harts
Bless the Harts es una serie de televisión de comedia animada estadounidense creada por Emily Spivey para FOX, que se estrenó el 29 de septiembre de 2019. la serie es producida por Spivey, Andy Bobrow, Phil Lord, Christopher Miller, Kristen Wiig y Seth Cohen. La serie es una producción conjunta entre FOX Entertainment y su antiguo hermano corporativo, 20th Century Fox Television. La producción de animación está a cargo de Titmouse, Inc. El título de la obra se basa en la frase «Bless your heart». En octubre de 2019, la serie se renovó para una segunda temporada con 22 episodios, que se estrenó el 27 de septiembre de 2020. La serie finalizó el 20 de junio de 2021.

## Sinopsis
Bless the Harts sigue a una familia de la clase trabajadora que vive en Carolina del Norte. La principal protagonista, la camarera Jenny Hart, lucha por llegar a fin de mes. Su hija Violet Hart y su madre Betty Hart viven con ella junto con su novio Wayne, y hay otros personajes recurrentes también en la serie. La creadora de la serie, Emily Spivey, ha declarado que se basa en su vida de crecimiento en High Point y que se encuentra en la región de la Triada de Piamonte del estado. El nombre de la ciudad ficticia de la serie, Greenpoint, es un portmanteau de Greensboro y High Point.
Bless the Harts comparte libremente un universo con la serie de Fox King of the Hill, que se desarrolló entre 1997 y 2010. Spivey cita a King of the Hill como su mayor influencia para crear Bless the Harts. La supertienda ficticia Mega-Lo-Mart, introducida por primera vez en King of the Hill, hace varias apariciones en la serie.

## Personajes

### Principales
- Kristen Wiig como Jenny Hart[11]
- Maya Rudolph como Betty Hart[10][12]
- Jillian Bell como Violet Hart[11]
- Ike Barinholtz como Wayne Edwards[11]

### Recurrentes
- Mary Steenburgen como Crystalynn, La archienemiga de Betty.
- Drew Tarver como Randy, el raro y el idiota del pueblo, y Charles Lee, un concejal de la ciudad.
- Fortune Feimster como Brenda, la compañera de trabajo y amiga de Jenny.[13]
- Gary Anthony Williams como Leonard, el compañero de trabajo y amigo de Wayne
- Emily Spivey como Louise, la jefa de Jenny, cuyo eslogan cada vez que entra es «Doot-dih-dih-doo».
- Oscar Montoya como David, el mejor amigo de Violet
- Christy Stratton como Dawn, una estríper y una de las amigas de Jenny.
- Jeremy Rowley como Jimmy Lee, un concejal de la ciudad y el alcalde Webb, el alcalde de Greenpoint
- Rich Blomquist como Daniel, el esposo infiel de Louise.
- Andy Bobrow como Bud, el propietario de un club de estriptis[14]
- Kristen Wiig como Maykay Bueller, Reportera de noticias de Greenpoint[15]

## Episodios
| Temporada | Temporada | Episodios | Episodios | Emisión original         | Emisión original    |
| Temporada | Temporada | Episodios | Episodios | Primera emisión          | Última emisión      |
| --------- | --------- | --------- | --------- | ------------------------ | ------------------- |
|           | 1         | 10        | 10        | 29 de septiembre de 2019 | 12 de enero de 2020 |
|           | 2         | 24        | 24        | 27 de septiembre de 2020 | 20 de junio de 2021 |

### Temporada 1 (2019–20)
| N.º en serie | N.º en temp. | Título                                                                           | Dirigido por    | Escrito por                        | Fecha de emisión original | Fecha de emisión en Hispanoamérica | Código de prod. | Audiencia (millones) |
| --- | ------------ | -------------------------------------------------------------------------------- | --------------- | ---------------------------------- | ------------------------- | ---------------------------------- | --------------- | -------------------- |
| 1 | 1            | «Hug N' Bugs» «Hug N' Bugs»                                                      | Pete Michels    | Erin Wagoner                       | 29 de septiembre de 2019  | 31 de agosto de 2020               | 1BPJ03          | 1,82                 |
| Jenny consigue que le corten la cuenta del agua de la familia después de que su pago rebotó, así que trata de vender juguetes por dinero en efectivo, sin saber que su madre Betty está comprando los juguetes que ella está vendiendo. Mientras tanto, Wayne descubre el amor de Violet por el arte y construye un edificio basado en sus dibujos, sólo para que el ayuntamiento le niegue los permisos. |              |                                                                                  |                 |                                    |                           |                                    |                 |                      |
| 2 | 2            | «Can't Get There From Here» «No puedes llegar desde aquí»                        | Samantha Arnett | Emily Spivey                       | 6 de octubre de 2019      | 1 de septiembre de 2020            | 1BPJ01          | 2,99                 |
| Jenny consigue un segundo trabajo como estríper para ganar dinero extra y enviar a Violet a la escuela de arte. Mientras tanto, Wayne compra avestruces con su camioneta en colateral para ayudar también a Violet, sólo para descubrir que no pueden poner huevos. |              |                                                                                  |                 |                                    |                           |                                    |                 |                      |
| 3 | 3            | «Jenny Unfiltered» «Jenny sin filtro»                                            | Bryan Francis   | Rich Blomquist                     | 13 de octubre de 2019     | 2 de septiembre de 2020            | 1BPJ02          | 1,47                 |
| Después de que Betty le cuenta a la familia la historia de su antiguo novio rico, Violet lleva a Betty a visitar a su heredero cuando éste muere, lo cual no va de acuerdo con su plan. Jenny toma ambos lados políticos de una estatua en su trabajo en un esfuerzo por ganar dinero extra para las propinas, pero comienza a cuestionar su moral y sus creencias. |              |                                                                                  |                 |                                    |                           |                                    |                 |                      |
| 4 | 4            | «Cremains of the Day» «Restos cremados del día»                                  | Michael Baylis  | Julia Lillis Cohen & Jeremy Rowley | 20 de octubre de 2019     | 3 de septiembre de 2020            | 1BPJ04          | 2,79                 |
| Jenny trata de honrar a su difunto padre en su día festivo favorito, Halloween, dejando ir sus restos dejados en la casa de la familia, pero no cree que esté lista para dejarlos ir. Violet y Leonard llevan a Wayne a cazar fantasmas para vencer su miedo a los fantasmas. |              |                                                                                  |                 |                                    |                           |                                    |                 |                      |
| 5 | 5            | «Trash Twins» «Gemelas de porquería»                                             | Samantha Arnett | Janine Brito                       | 3 de noviembre de 2019    | 4 de septiembre de 2020            | 1BPJ05          | 1,33                 |
| En Mega-Lo-Mart, un misterioso bromista patina su auto en el estacionamiento, salpicando a Jenny y Betty con agua sucia de la calle. Cuando Betty se entera de que es su némesis Crystalynn Poole, las dos conspiran para vengarse. A Violet le gustaría que crecieran, cuestionando los modelos a seguir en su vida, mientras que Wayne se ocupa de su mal comportamiento con su tío Tommy, de 10 años de edad. |              |                                                                                  |                 |                                    |                           |                                    |                 |                      |
| 6 | 6            | «Pig Trouble in Little Greenpoint» «Problema de cerdos en el pequeño Greenpoint» | Pete Michels    | Christy Stratton                   | 10 de noviembre de 2019   | 7 de septiembre de 2020            | 1BPJ06          | 2,31                 |
| Después de que Jenny entra en un concurso de barbacoa sin su permiso, los ruidos fuertes ensucian las proporciones de salsa de Wayne en la barbacoa, causando que Wayne se enfade con Jenny. Violet se siente mal porque los animales se matan para el consumo humano, así que debate sobre la posibilidad de convertirse o no en vegetariana. Betty se encuentra con un viejo amigo, un famoso miembro de una banda, que la invita a salir de gira, por lo que debe decidir si quiere ir de gira con él o dejar a su familia.                           |              |                                                                                  |                 |                                    |                           |                                    |                 |                      |
| 7 | 7            | «Myrtle Beach Memoirs» «Memorias de Myrtle Beach»                                | Samantha Arnett | Andy Bobrow                        | 17 de noviembre de 2019   | 8 de septiembre de 2020            | 1BPJ08          | 1,64                 |
| Cuando Randy se esconde en la Última Cena durante 30 días y como resultado rompe el techo, Jenny no puede ir a trabajar. Así que la familia decide tomar unas vacaciones en Myrtle Beach, a las que no pueden permitirse exactamente. Wayne y Betty deciden asistir a un seminario de tiempo compartido para ver si pueden obtener unas vacaciones gratis, pero el presentador conoce todos los trucos de Betty. Con la ayuda de Violet, Jenny entra en un concurso de minigolf para ganar dinero para pagar el viaje, pero lucha contra el último hoyo. |              |                                                                                  |                 |                                    |                           |                                    |                 |                      |
| 8 | 8            | «Mega-Lo-Memories» «Mega-Lo-Recuerdos»                                           | Michael Baylis  | Emily Spivey                       | 24 de noviembre de 2019   | 9 de septiembre de 2020            | 1BPJ07          | 2,68                 |
| En la mesa de la cena de Acción de Gracias, cuando el microondas se estropea, Jenny cuenta la historia de cómo consiguió el viejo microondas durante un periodo de compras del Viernes Negro en el Mega-Lo-Mart, donde conoció a Wayne por primera vez y perdió a Violet. |              |                                                                                  |                 |                                    |                           |                                    |                 |                      |
| 9 | 9            | «Miracle on Culpepper Slims Boulevard» «Milagro en el Culpepper Slims Boulevard» | Pete Michels    | Emily Spivey                       | 15 de diciembre de 2019   | 10 de septiembre de 2020           | 1BPJ09          | 2,72                 |
| Louise obliga a Jenny y Brenda a asistir a su fiesta de Navidad este año para obtener un bono, haciendo que Jenny se sienta insegura acerca de sus propias tradiciones navideñas cuando ve lo diferente que ambos lo tienen. Pero cuando Louise empieza a llorar en su propia fiesta, le toca a Jenny ayudarla. |              |                                                                                  |                 |                                    |                           |                                    |                 |                      |
| 10 | 10           | «Tying the Not» «Dar el no»                                                      | Michael Baylis  | Lauren McGuire                     | 12 de enero de 2020       | 11 de septiembre de 2020           | 1BPJ10          | 2,67                 |
| Después de que la habitación de Violet se incendia, Jenny y su familia tienen que quedarse en casa de Wayne durante unos días, donde Jenny escoge peleas inútiles con él. Recordando sus temores de casarse con su exnovio Don Reynolds, cuando Jenny encuentra un anillo en el cajón de Wayne, ella furiosamente obliga a Wayne a casarse con ella. Mientras tanto, después de ver una serie de televisión de misterio en la que Crystalynn es la estrella invitada, Betty intenta exponer su incidente de asesinato como una mentira.                  |              |                                                                                  |                 |                                    |                           |                                    |                 |                      |

### Temporada 2 (2020–21)
| N.º en serie | N.º en temp. | Título                           | Dirigido por                   | Escrito por                                                       | Fecha de emisión original | Código de prod. | Audiencia (millones) |
| --- | ------------ | -------------------------------- | ------------------------------ | ----------------------------------------------------------------- | ------------------------- | --------------- | -------------------- |
| 11 | 1            | «Violet's Secret»                | Mollie Helms                   | Christy Stratton & Jeremy Rowley                                  | 27 de septiembre de 2020  | 2BPJ01          | 2,05                 |
| Durante el verano, Jenny y Betty espían a Violet, no queriendo que cometa los mismos errores que cometieron en la adolescencia. Cuando Bobbie-Nell presenta una demanda contra Wayne por causar una gran conmoción al reparar el techo de la familia Hart, citando la angustia emocional de su mascota, Brenda lo asiste. |              |                                  |                                |                                                                   |                           |                 |                      |
| 12 | 2            | «The Last Supper»                | Samantha Arnett                | Historia de: John Solomon Guion de: Rich Blomquist & Janine Brito | 4 de octubre de 2020      | 1BPJ11          | 0,95                 |
| Cuando una cadena de restaurantes llamada Lord Lobster se muda a las cercanías, amenazando el negocio de The Last Supper, Jenny quiere filmar un anuncio alabando el restaurante con los habitantes de Greenpoint en él, pero se molesta cuando los habitantes no lo toman en serio. |              |                                  |                                |                                                                   |                           |                 |                      |
| 13 | 3            | «My Best Frenda»                 | Pete Michels                   | Amy-Jo Perry                                                      | 11 de octubre de 2020     | 1BPJ12          | 1,04                 |
| Cuando Jenny es contratada por las chicas de Greenpoint para ser la anfitriona de su gala anual, su amistad con Brenda se pone a prueba. Betty considera hacerse la cirugía plástica después de que un reportero la llama abuela. Wayne lleva a Violet a su actuación temporal como limpiador de ventanas. |              |                                  |                                |                                                                   |                           |                 |                      |
| 14 | 4            | «Dead Mall»                      | Traci Honda                    | Andy Bobrow & Lauren McGuire                                      | 1 de noviembre de 2020    | 2BPJ02          | 2,23                 |
| Jenny, Violet, Betty, Wayne, David y Brenda están invitados a un último tour y paseo por el cerrado y abandonado Centro Comercial Greenpoint para despedirse antes de que el centro comercial sea demolido. Durante su recorrido, Wayne muestra su miedo a los maniquíes, y el grupo se encuentra con una extraña chica, que dice conocer a Jenny. Lo que no saben es que ella tiene motivos ocultos.                                                                                  |              |                                  |                                |                                                                   |                           |                 |                      |
| 15 | 5            | «Pound Pinchers»                 | Oreste Canestrelli             | Guion de: Emily Spivey & Sarah Moss Historia de: Janine Brito     | 8 de noviembre de 2020    | 2BPJ03          | 1,20                 |
| A Betty le preocupa su peso cuando los trabajadores de la construcción no reconocen su coqueteo, así que Brenda la invita a una clase de pérdida de peso. Sin embargo, Betty decide usar la clase como una oportunidad para practicar la comedia con Brenda. Louise le da a Jenny el turno de noche en La Última Cena sin pagarle extra, lo que le causa estrés por la locura de la gente de la noche. Sin embargo, está decidida a hacer su trabajo cuando Wayne la interroga.        |              |                                  |                                |                                                                   |                           |                 |                      |
| 16 | 6            | «The McEntire Truth»             | Michael Baylis                 | Maxwell R. Kessler                                                | 15 de noviembre de 2020   | 1BPJ13          | 1,79                 |
| En un funeral, Betty y Crystalynn se inventan historias tristes, pero Marjune recibe la influencia de la gente del pueblo en vez de ellos, piensan que está fanfarroneando y se unen para derribarla haciendo que los lleve a su «ciudad natal». Cuando David y Violet corren el riesgo de suspender la educación física debido a su pereza y falta de motivación, Jenny les ayuda a aprobar el examen presidencial de aptitud física.                                                 |              |                                  |                                |                                                                   |                           |                 |                      |
| 17 | 7            | «Mega Lo Memories: Part Deux»    | Samantha Arnett                | Andy Bobrow & Lauren McGuire                                      | 22 de noviembre de 2020   | 2BPJ05          | 1,99                 |
| Mientras esperan en la fila en el actual Viernes Negro, los Harts cuentan más historias del Viernes Negro. Betty cuenta la historia de su intento de hacer un «resbalón y caída» para presentar una demanda contra el Mega-Lo-Mart para conseguir un gran acuerdo. Jenny cuenta la historia de conseguir su nuevo trabajo como animadora de la NFL, y luego descubrir que está embarazada de Violet. Y Wayne cuenta la historia de su aventura de alta velocidad de un parto de leche. |              |                                  |                                |                                                                   |                           |                 |                      |
| 18 | 8            | «Pumped»                         | Seung Cha                      | Jeremy Rowley & Christy Stratton                                  | 6 de diciembre de 2020    | 2BPJ04          | 1,07                 |
| Wayne consigue un trabajo en su ferretería favorita, pero es acosado por dos compañeros de trabajo debido a su naturaleza trabajadora. Jenny gana la lotería de 2000 dólares en un día de suerte, y Betty, Violet y David se unen a ella para gastarlo todo. |              |                                  |                                |                                                                   |                           |                 |                      |
| 19 | 9            | «Invasion of the Potty Snatcher» | Mollie Helms & Joseph S. Scott | Erin Wagoner & Ed Voccola                                         | 13 de diciembre de 2020   | 2BPJ07          | 1,97                 |
| Betty lleva a Violet a conocer a su antiguo profesor del instituto, pero él olvida quién es. Jenny intenta indirectamente que Louise le dé un aumento, pero primero debe averiguar cómo sacar a una persona que está tardando mucho en el baño. |              |                                  |                                |                                                                   |                           |                 |                      |
| 20 | 10           | «Crappy Death Day»               | Michael Baylis                 | Rich Blomquist & Lauren McGuire                                   | 21 de febrero de 2021     | 2BPJ06          | 0,74                 |
| Jenny sufre una racha de mala suerte tras fracasar en su intento de obtener un reembolso de un vidente. Mientras tanto, lo que se supone que es un viaje de pesca tranquilo para Wayne y sus compañeros de trabajo se convierte en una caza de una especie escurridiza. |              |                                  |                                |                                                                   |                           |                 |                      |
| 21 | 11           | «Big Pimpin'»                    | Michael Baylis                 | Tim McAuliffe & Janine Brito                                      | 28 de febrero de 2021     | 2BPJ08          | 1,04                 |
| Jenny le presta a Louise su esposo Wayne para ayudarla a sobrellevar la pérdida de su propio esposo. Mientras tanto, Violet y David inician un podcast para difundir las teorías de conspiración sobre el asesinato de Betty. |              |                                  |                                |                                                                   |                           |                 |                      |
| 22 | 12           | «The Dogchurian Candidate»       | Oreste Canestrelli             | Jake Bender & Zach Dunn                                           | 7 de marzo de 2021        | 2BPJ09          | 0,87                 |
| El alcalde Webb se enfrenta a una competencia inesperada para la reelección cuando una Betty ávida de poder propone a un perro famoso para que se presente como candidato. Jenny se ofrece como directora de su campaña, mientras que Wayne trata de encontrar algunos trapos sucios sobre el perro. |              |                                  |                                |                                                                   |                           |                 |                      |
| 23 | 13           | «Trollin' with the Homies»       | Seung Cha                      | Christy Stratton & Jeremy Rowley                                  | 14 de marzo de 2021       | 2BPJ10          | 0,99                 |
| Jenny y Wayne convencen a Betty para que consiga un trabajo y así poder tener más tiempo a solas, pero el plan se vuelve en contra cuando la contratan en The Last Supper. Mientras tanto, Violet y David intentan reclutar a un tercer amigo para su amistad, pero éste acaba apoderándose del grupo. |              |                                  |                                |                                                                   |                           |                 |                      |
| 24 | 14           | «Nose Bud»                       | Samantha Arnett                | Rich Blomquist                                                    | 21 de marzo de 2021       | 2BPJ11          | 0,86                 |
| Mientras Jenny asiste a una despedida de soltera con Brenda, a Wayne se le encarga el cuidado de Violet, pero le da demasiada libertad de acción y se encuentra en problemas cuando Violet se hace un piercing en la nariz. Mientras tanto, Betty casi mata a Bud con una de sus bromas, y se enamora de él mientras lo visita en el hospicio. |              |                                  |                                |                                                                   |                           |                 |                      |
| 25 | 15           | «Dance Dance Resolution»         | Michael Baylis                 | Janine Brito                                                      | 28 de marzo de 2021       | 2BPJ12          | 0,56                 |
| Cuando Violet expresa su interés por el estilo de vida de una famosa cantante, Jenny se ofrece a enseñarle a bailar en un intento de establecer un vínculo con su hija, pero acaba llevando las cosas demasiado lejos. Mientras tanto, Wayne se esfuerza por ganarse el aprecio de Betty llevándola a un mercadillo. |              |                                  |                                |                                                                   |                           |                 |                      |
| 26 | 16           | «Easter's 11»                    | Becca Wallace                  | Rich Blomquist & Erin Wagoner                                     | 4 de abril de 2021        | 2BPJ13          | 0,45                 |
| Los Harts intentan derrocar una nueva y popular mega-iglesia exponiendo a su fundador, pero la tarea resulta ser más complicada de lo que se suponía inicialmente. Mientras tanto, Violet y David hacen una broma, utilizando una estatua de Jesús para asustar a la gente y que se sienta mal. |              |                                  |                                |                                                                   |                           |                 |                      |
| 27 | 17           | «Hot Tub-tation»                 | Joe Scott                      | Lauren McGuire                                                    | 11 de abril de 2021       | 2BPJ14          | 0,45                 |
| Wayne recibe una bañera de hidromasaje gratis mientras está en el trabajo, y se la regala a Jenny por su décimo aniversario, pero el estilo de vida de fiesta que conlleva poseerla pone a prueba su relación. Mientras tanto, después de que el empleado de una tienda le prohíbe a Betty la entrada a una tienda, ella se disfraza para visitar una venta de esa tienda, y termina obteniendo más de lo que esperaba.                                                                |              |                                  |                                |                                                                   |                           |                 |                      |
| 28 | 18           | «Hoot 'N Haw»                    | Traci Honda                    | Christy Stratton & Erin Wagoner                                   | 18 de abril de 2021       | 2BPJ15          | 0,94                 |
| Wayne descubre que posee más terrenos de los que pensaba, lo que hace que su numerosa familia de paletos se trasladen a ellos. Jenny quiere conocerlos mejor, mientras que Wayne se avergüenza de su estilo de vida. Mientras tanto, Violet promete cuidar de Tommy, el tío de Wayne, pero acaba perdiéndole la pista. |              |                                  |                                |                                                                   |                           |                 |                      |
| 29 | 19           | «The Drincan Temple»             | Oreste Canestrelli             | Janine Brito & Jeremy Rowley                                      | 2 de mayo de 2021         | 2BPJ16          | 0,59                 |
| Wayne descubre que posee más terrenos de los que pensaba, lo que hace que su numerosa familia de paletos se trasladen a ellos. Jenny quiere conocerlos mejor, mientras que Wayne se avergüenza de su estilo de vida. Mientras tanto, Violet promete cuidar de Tommy, el tío de Wayne, pero acaba perdiéndole la pista. |              |                                  |                                |                                                                   |                           |                 |                      |
| 30 | 20           | «When You Lose, You Win»         | Seung Cha                      | Tim McAuliffe                                                     | 9 de mayo de 2021         | 2BPJ17          | 0,67                 |
| Cuando les llueve durante las vacaciones de primavera, los Harts se ven obligados a jugar a juegos de mesa contra Jenny, que se cree imbatible. Mientras tanto, Betty coquetea para conseguir un paseo con la policía y utiliza su ingenio para reducir varios delitos. |              |                                  |                                |                                                                   |                           |                 |                      |
| 31 | 21           | «Haul Force One»                 | Samantha Arnett                | John Solomon & Emily Spivey                                       | 16 de mayo de 2021        | 2BPJ18          | 0,53                 |
| Cuando el camión de Wayne es identificado como el mismo modelo utilizado en una popular película, acaba vendiéndolo a un rico coleccionista, pero a pesar de la alta tecnología de su nuevo camión, no se siente como un reemplazo adecuado. Mientras tanto, Jenny y Brenda rompen tras las numerosas meteduras de pata de esta última. |              |                                  |                                |                                                                   |                           |                 |                      |
| 32 | 22           | «Toni with an i»                 | Michael Baylis                 | Tim McAuliffe                                                     | 23 de mayo de 2021        | 2BPJ19          | 0,53                 |
| Jenny deja de consultar a Jesús y empieza a seguir los consejos de Brenda en su lugar, pero acaba causando problemas a Louise, lo que incluso la lleva a adoptar una nueva identidad. Mientras tanto, Wayne se muestra escéptico ante las técnicas de curación espiritual de Travis, pero le cuesta enfrentarse a él por ello. |              |                                  |                                |                                                                   |                           |                 |                      |
| 33 | 23           | «Tiny Pies»                      | Becca Wallace                  | Andy Bobrow & Emily Spivey                                        | 6 de junio de 2021        | 2BPJ20          | 0,55                 |
| Jenny y Betty regalan pasteles de mano de una gasolinera a sus nuevos vecinos de Nueva York, que acaban confundiéndolos con los caseros. Mientras tanto, Wayne y Travis se entrenan para participar en un concurso de cornhole y así poder utilizar el dinero del premio para salvar el restaurante de MeeMaw Edwards: The Tipsy River. |              |                                  |                                |                                                                   |                           |                 |                      |
| 34 | 24           | «Betty's Birthday»               | Joseph S. Scott                | Emily Spivey & Andy Bobrow                                        | 20 de junio de 2021       | 2BPJ21          | 0,37                 |
| Wayne lleva a los Hart a un viaje a los Outer Banks en una casa rodante alquilada con un pasado oscuro que desconoce. Mientras tanto, con el cumpleaños de Betty acercándose, Jenny y Violet intentan averiguar su edad, que ella se niega a revelar. |              |                                  |                                |                                                                   |                           |                 |                      |

## Producción

### Desarrollo
El 25 de septiembre de 2018, se anunció que Fox había dado a la producción un pedido directo para una primera temporada de trece episodios. La serie será creada por Emily Spivey quien también debía producir junto con Phil Lord, Christopher Miller, Kristen Wiig, y Seth Cohen. Las compañías de producción involucradas en la serie será 20th Century Fox Television y Lord Miller Productions. Se ha confirmado que la serie compartirá el mismo universo de la serie King of the Hill. El estreno de la serie está previsto para el 29 de septiembre de 2019, y fue renovada para una segunda temporada el 18 de octubre de 2019.
El 27 de noviembre de 2019, el escritor, showrunner y productor ejecutivo Andy Bobrow confirmó que los episodios 111 («The Last Supper»), 112 («The McEntire Truth») y 113 («My Best Frenda»), producidos en la temporada 1, se emitirían como remanentes de la temporada 2.
El 22 de abril de 2020, la serie se unió al resto de la alineación de Fox Animation Domination en una asociación con Caffeine para el AniDom Beyond Show, una serie de recapitulación presentada por Andy Richter. El programa, de una hora de duración, incluía entrevistas con los invitados e interactividad en vivo con los fans en línea, con recapitulaciones de los episodios que se emitieron durante abril y mayo. Aunque no hubo un episodio de Bless the Harts, el 18 de mayo de 2020, el presentador Andy Bobrow se unió a la serie con otros escritores de la cadena Fox Animation Domination. La segunda temporada se estrenó el 27 de septiembre de 2020.
La próxima temporada constará de 22 episodios, y otros dos episodios adicionales que se producirán serán de repuesto para una posible tercera temporada o se quemarán en caso de que se cancele la serie. La segunda temporada se produjo durante la pandemia de COVID-19, que afectó a muchas otras producciones televisivas, pero dejó la producción de animación prácticamente intacta. La serie tuvo un panel en la Convención Internacional de Cómics de San Diego de 2020, que se comercializó como «Comic-Con@Home», para promocionar la temporada, con Kristen Wiig, Maya Rudolph, Jillian Bell, Ike Barinholtz, Fortune Feimster, Andy Bobrow, Phil Lord, y Christopher Miller.

### Casting
Junto con el anuncio inicial de la serie, se informó que Kristen Wiig, Maya Rudolph, Jillian Bell, e Ike Barinholtz habían sido elegidos en papeles regulares de la serie. El 11 de enero de 2019, se anunció que Mary Steenburgen y Drew Tarver habían sido elegidos para ser personajes recurrentes.

## Lanzamiento

### Distribución
En Canadá la serie se emite en CityTV debido a un acuerdo entre este y Fox, emitiendo nuevos episodios el mismo día y hora que los Estados Unidos. La serie también está disponible para su transmisión en Hulu, y se puede comprar en YouTube y iTunes.
El 28 de abril de 2020, 20th Television anunció que la serie se estrenaría en Finlandia en Fox. La serie se estrenó el 9 de mayo de 2020 en Finlandia y está disponible para ser transmitido en Ruutu gratis con cortes comerciales.
En Brasil, la serie se estrenó el 21 de julio de 2020 en Fox Premium 2, siendo anunciada junto a las comedias Perfect Harmony y Bless This Mess. En Latinoamérica se estrenó el 31 de agosto de 2020 en FX.

## Recepción

### Críticas
En Rotten Tomatoes la serie tiene un índice de aprobación del 82%, basado en 11 reseñas, con una calificación promedio de 6.5/10. El consenso crítico del sitio dice, «Con un reparto excepcional y un gran corazón para empezar, la particular visión del mundo de Bless the Harts no será para todos, pero encaja bastante bien en la alineación de Fox Animation Domination». En Metacritic, tiene puntaje promedio ponderado de 70 sobre 100, basada en 10 reseñas, lo que indica «criticas generalmente favorables».
Bubbleblabber le dio a la primera temporada un 6 de 10, declarando que «esta primera temporada definitivamente tiene más fallas que aciertos en su alineación, lo cual tres episodios más probablemente no hubieran ayudado en este momento. Con este tiempo extra para trabajar en estos y futuros episodios mientras se recibe esta temporada, creo que esta serie realmente se beneficiará a largo plazo. Además, tiene el raro honor de ser una nueva serie animada de Fox que en realidad tiene una segunda temporada, lo cual no ha sucedido desde que Bob's Burgers obtuvo su primera renovación a principios de la década. Fox está pensando en mantener su animación para adultos, lo que significa más oportunidades de exploración en futuras temporadas. Te diré algo, estos Harts tienen la suerte de tener la oportunidad de ser la próxima serie de animación duradera de Fox».
El Parents Television Council, un frecuente crítico de las comedias animadas de Fox Broadcasting Company como Family Guy, le dio una crítica negativa al primer episodio.

### Audiencias

#### Temporada 1
| N.º | Título                                 | Fecha de emisión         | ÍA/CP (18–49) | Audiencia (millones) | DVR (18–49) | Audiencia DVR (millones) | Total (18–49) | Audiencia total (millones) |
| --- | -------------------------------------- | ------------------------ | ------------- | -------------------- | ----------- | ------------------------ | ------------- | -------------------------- |
| 1   | «Hug N' Bugs»                          | 29 de septiembre de 2019 | 0,7/3         | 1,82                 | 0,1         | 0,30                     | 0,8           | 2,12                       |
| 2   | «Can't Get There From Here»            | 6 de octubre de 2019     | 1,2/5         | 2,99                 | 0,1         | 0,20                     | 1,3           | 3,19                       |
| 3   | «Jenny Unfiltered»                     | 13 de octubre de 2019    | 0,6/3         | 1,47                 | 0,1         | 0,22                     | 0,7           | 1,69                       |
| 4   | «Cremains of the Day»                  | 20 de octubre de 2019    | 1,1/5         | 2,79                 | 0,1         | 0,20                     | 1,2           | 2,99                       |
| 5   | «Trash Twins»                          | 3 de noviembre de 2019   | 0,5/3         | 1,33                 | 0,1         | 0,17                     | 0,6           | 1,51                       |
| 6   | «Pig Trouble in Little Greenpoint»     | 10 de noviembre de 2019  | 0,8/3         | 2,31                 | 0,3         | 0,22                     | 1,1           | 2,53                       |
| 7   | «Mrytle Beach Memories»                | 17 de noviembre de 2019  | 0,7/3         | 1,64                 | 0,1         | 0,17                     | 0,7           | 1,82                       |
| 8   | «Mega-Lo-Memories»                     | 24 de noviembre de 2019  | 1,0/4         | 2,68                 | 0,1         | 0,15                     | 1,0           | 2,84                       |
| 9   | «Miracle on Culpepper Slims Boulevard» | 15 de diciembre de 2019  | 1,0/4         | 2,72                 | 0,1         | 0,17                     | 1,0           | 2,89                       |
| 10  | «Tying the Not»                        | 12 de enero de 2020      | 1,0/5         | 2,67                 | 0,1         | 0,13                     | 1,0           | 2,81                       |

#### Temporada 2
| N.º | Título                           | Fecha de emisión         | ÍA/CP (18–49) | Audiencia (millones) | DVR (18–49) | Audiencia DVR (millones) | Total (18–49) | Audiencia total (millones) |
| --- | -------------------------------- | ------------------------ | ------------- | -------------------- | ----------- | ------------------------ | ------------- | -------------------------- |
| 1   | «Violet's Secret»                | 29 de septiembre de 2019 | 0,8           | 2,05                 | 0,0         | 0,11                     | 0,8           | 2,17                       |
| 2   | «The Last Supper»                | 4 de octubre de 2020     | 0,3           | 0,95                 | 0,0         | 0,13                     | 0,3           | 1,08                       |
| 3   | «My Best Frenda»                 | 11 de octubre de 2020    | 0,4           | 1,04                 | —           | —                        | —             | —                          |
| 4   | «Dead Mall»                      | 1 de noviembre de 2020   | 0,8           | 2,23                 | 0,1         | 0,11                     | 0,9           | 2,34                       |
| 5   | «Pound Pinchers»                 | 8 de noviembre de 2020   | 0,4           | 1,20                 | 0,1         | 0,09                     | 0,5           | 1,29                       |
| 6   | «The McEntire Truth»             | 15 de noviembre de 2020  | 0,7           | 1,79                 | 0,0         | 0,08                     | 0,7           | 1,88                       |
| 7   | «Mega Lo Memories: Part Deux»    | 22 de noviembre de 2020  | 0,7           | 1,99                 | —           | —                        | —             | —                          |
| 8   | «Pumped»                         | 6 de diciembre de 2020   | 0,4           | 1,07                 | —           | —                        | —             | —                          |
| 9   | «Invasion of the Potty Snatcher» | 13 de diciembre de 2020  | 0,7           | 1,97                 | —           | —                        | —             | —                          |
| 10  | «Crappy Death Day»               | 21 de febrero de 2021    | 0,3           | 0,74                 | —           | —                        | —             | —                          |
| 11  | «Big Pimpin'»                    | 28 de febrero de 2021    | 0,3           | 1,04                 | —           | —                        | —             | —                          |
| 12  | «The Dogchurian Candidate»       | 7 de marzo de 2021       | 0,3           | 0,87                 | —           | —                        | —             | —                          |
| 13  | «Trollin' with the Homies»       | 14 de marzo de 2021      | 0,3           | 0,99                 | —           | —                        | —             | —                          |
| 14  | «Nose Bud»                       | 21 de marzo de 2021      | 0,3           | 0,86                 | —           | —                        | —             | —                          |
| 15  | «Dance Dance Resolution»         | 28 de marzo de 2021      | 0,2           | 0,56                 | 0,1         | 0,12                     | 0,2           | 0,67                       |
| 16  | «Easter's 11»                    | 4 de abril de 2021       | 0,1           | 0,45                 | 0,1         | 0,15                     | 0,2           | 0,60                       |
| 17  | «Hot Tub-tation»                 | 11 de abril de 2021      | 0,3           | 0,74                 | 0,1         | 0,19                     | 0,3           | 0,93                       |
| 18  | «Hoot 'N Haw»                    | 18 de abril de 2021      | 0,3           | 0,94                 | 0,0         | 0,11                     | 0,3           | 1,05                       |
| 19  | «The Drincan Temple»             | 2 de mayo de 2021        | 0,2           | 0,59                 | 0,1         | 0,15                     | 0,2           | 0,74                       |
| 20  | «When You Lose, You Win»         | 9 de mayo de 2021        | 0,3           | 0,67                 | 0,1         | 0,17                     | 0,3           | 0,84                       |
| 21  | «Haul Force One»                 | 16 de mayo de 2021       | 0,2           | 0,53                 | 0,1         | 0,14                     | 0,3           | 0,67                       |
| 22  | «Toni with an i»                 | 23 de mayo de 2021       | 0,2           | 0,53                 | 0,0         | 0,05                     | 0,2           | 0,58                       |
| 23  | «Tiny Pies»                      | 6 de junio de 2021       | 0,2           | 0,55                 | 0,0         | 0,05                     | 0,2           | 0,59                       |
| 24  | «Betty's Birthday»               | 20 de junio de 2021      | 0,1           | 0,37                 | —           | —                        | —             | —                          |